# 30° en février
30 degrés en février (30 grader i februari) est une série dramatique suédoise produite pour la télévision. La série a été créée sur SVT le 1 février 2012 et a été produite par Fundament Film en coproduction avec SVT. La série est créée par Anders Weidemann

## Synopsis
L'histoire de Suédois qui décident de quitter le froid pour les plages de la Thaïlande,  à la recherche d'une nouvelle vie. Mais cela n'est pas si simple.

## Distribution

### Acteurs principaux
- Kjell Bergqvist : Bengt
- Lotta Tejle : Majlis
- Maria Lundqvist : Kajsa
- Hanna Ardéhn : Joy
- Viola Weidemann : Wilda
- Thomas Chaanhing : Chan
- Sanong "Love" SudLa : Pong
- Kjell Wilhelmsen : Glenn
- DoungJai "Phiao" Hiransri : Oh
- Sumontha "Joom" Sounpoirarat : Dit
- Björn Bengtsson : Bengt Jr
- Torkel Petersson : Johnny
- Rebecka Hemse : Sara
- Björn Kjellman : Anders

## Production
La série a reçu 1,75 million NOK de soutien à la production du Nordisk Film & TV Fund.  La plupart de la série est enregistrée en Thaïlande.

## Réception
La cote de la série sur IMDb est de 7,6/10.
l'hebdomadaire Télérama juge « pantouflarde ». SI elle n'a rien d'antipathique et peut gentiment occuper une journée creuse, elle ne nous a qu'à l'usure, en délayant les états d'âme de ses personnages.